# Initial D Arcade Stage 4
Az Initial D Arcade Stage 4 valami videojáték, tesztelése 2006. október 21-től 30-ig tartott, három játékközpontban, Tokióban, Osakában és Aomoriban. A játék nemzetközi változata (angol kezelőfelülettel) 2007 júliusában került bemutatásra.
A sorozat korábbi verzióival szemben, az Initial D Arcade Stage 4-nek egy teljesen új motorja van, amit Sega Rosso írt a Sega Lindbergh arcade rendszernek.
A csomagban egy 32 inches 16:9 LCD képernyő található, ami támogatja WXGA felbontást is (1366 x 768). A váltó egy kicsit lejjebb lett téve, hogy élethűbbek legyenek a versenyek. A játék támogatja a Sega All.Net online játékot is, így más-más régióban levő emberek is megküzdhetnek egymással.
A játékos egy IC kártyára mentheti adatait, ami már más Lindbergh játékokba is be volt vezetve, mint például a Virtual Fighter 5-be, a Ghost Squad-ba és a Power Smash 3-ba. A kártyára az autókat, az autók módosítását, játékos beállításokat és a legmagasabb pontszámokat is el lehet menteni. A korábbi játékokból nem lehet adatot olvasni, mivel az új gépeknek nincs olvasójuk a korábbi kártyákhoz.
Az új IC kártyákon a játékos 3 saját autót tarthat, amelyek közül bármelyiket választhatja minden meccs előtt. Még egy újdonság az, hogy meg lehet változtatni az autó alkatrészeit.

## Autólista
A játékban fellelhető járművek:
- Toyota
  - Toyota Trueno GT-APEX (AE86)
  - LEVIN GT-APEX (AE86)
  - LEVIN SR (AE85)
  - Toyota MR2 G-Limited (SW20)
  - Lexus Altezza RS-200 (SXE10)
- Mitsubishi
  - Mitsubishi Lancer GSR Evolution III (CE9A)
  - Lancer RS Evolution IV (CN9A)
  - Lancer GSR Evolution IX (CT9A) (ÚJ)
- Nissan
  - Nissan Skyline GTR V-Spec II (BNR32)
  - Skyline GTR V-Spec Nur (BNR34)
  - Nissan Silvia K (S13)
  - Silvia Q (S14)
  - Silvia Spec-R (S15)
  - Nissan 180SX Type X (RPS13)
- Mazda
  - Mazda RX-7 Type R (FD3S)
  - Mazda RX-7 Infini III (FC3S)
  - Mazda RX-8 Type S (SE3P)
  - Mazda MX-5 Roadster S Special (NA6C)
- Honda
  - Honda Civic Type R (EK9)
  - Civic SiR II (EG6)
  - Honda Integra Type R (DC2)
  - Honda S2000 (AP1)
- Subaru
  - Subaru Impreza WRX-STi Version V Type R (GC8V)
  - Impreza WRX-STi 2007 Edition (GDBF) (ÚJ)
- Suzuki
  - Suzuki Cappuccino (EA11R)
- Egyéni:
  - Sil80 (RPS13KAI) (Ez egy eredeti autó, mivel nem Nissan modell, de egy utángyártott Silvia S13 és 180SX keverék.)

## Pálya és ellenfél-lista
Ahogy az autólistánál is, néhány pálya, ami az Initial D Arcade Stage eddigi verzióiban benne volt és nem tartották fontosnak, ki lett törölve.
- Akina-tó (Könnyű) (ÚJ)
Az Akina-tó a Myogi pályát helyettesíti a "könnyű" szinten.
  - Ellenfelek:
    - Takeuchi Itsuki (AE85) = Óramutató járásával ellenkező irányban, Száraz idő, Nappal
    - Fujiwara Takumi (AE85) = Óramutató járásával megegyező irányban, Száraz idő, Nappal
    - Két srác Tokyóból (S15) = Óramutató járásával ellenkező irányban, Száraz idő, Éjszaka
- Myogi (Normál) (ÚJ)
Ez nem az a Myogi az előző IDAS játékokból.  Ez a "eredeti Myogi" pálya, amit a mangában és az animében is láthattatok, és az Initial D Special Stage-ben is. Ez egy hegyi pálya egy emelkedős és egy lejtős szakasszal, úgy, mint az Akagi és az Akina hegy.  Egy megfigyelhető különbség, hogy a Myogi-hegy jóval szélesebb, mint az Akagi és az Akina hegy, így gyorsabban lehet menni, és nagyobb mozgástér van. A pálya nehézségének csökkentése miatt lett így kialakítva. 
  - Ellenfelek:
    - Kenji (RPS13) = Lejtő, Száraz idő, Nappal
    - Shoji Shingo (EG6) = Lejtő, Száraz idő, Nappal
    - Sato Mako és Sayuki (RPS13KAI) = Lejtő, Száraz idő, Éjszaka
    - Nakazato Takeshi (BNR32) = Emelkedő, Száraz idő, Éjszaka
- Akagi (Haladó)
  - Ellenfelek:
    - Nakamura Kenta (S14) = Lejtő, Esős idő, Nappal
    - Sudou Kyouchi (CE9A) = Emelkedő, Száraz idő, Nappal
    - Takahashi Keisuke (FD3S) = Emelkedő, Száraz idő, Éjszaka
    - Takahashi Ryosuke (FC3S) = Lejtő, Száraz idő, Éjszaka
- Akina (Haladó)
Nincs többé "esős" része.
  - Ellenfelek:
    - Koichiro Iketani (S13) = Lejtő, Száraz idő, Nappal
    - Iwase Kyoko (FD3S) = Emelkedő, Száraz idő, Nappal
    - Akiyama Wataru (AE86 Levin) = Emelkedő, Száraz idő, Nappal
    - Takahashi Ryosuke (FC3S) = Lejtő, Esős idő, Éjszaka
    - Fujiwara Takumi (AE86 Trueno) = Lejtő, Száraz, Éjszaka
- Irohazaka (Haladó)
Mivel Irohazaka egy egyirányú út, ezért csak lejtős szakasz van.
  - Ellenfelek:
    - Iwaki Seiji (CN9A) = Lejtő, Száraz idő, Nappal
    - Sudou Kyouchi (CE9A) = Lejtő, Száraz idő, Éjszaka
    - Kogashiwa Kai (SW20) = Lejtő, Száraz idő, Éjszaka
- Tsukuba (Nehéz) (ÚJ)
  - Ellenfelek:
    - Ninomiya Daiki (EK9) = Kifele haladó, Száraz idő, Nappal
    - Nevetős Sakai (DC2) = Befele haladó, Esős idő, Nappal
    - Joshima Toshiya (AP1) = Kifele haladó, Száraz idő, Éjszaka
    - Hoshino Kozo (BNR34) = Befele haladó, Száraz idő, Éjszaka
    - Takahashi Keisuke (FD3S) = Befele haladó, Száraz idő, Éjszaka
    - Fujiwara Takumi (AE86 Trueno) = Kifele haladó, Száraz idő, Éjszaka
- Speciális meccs
  - Ellenfél:
    - Fujiwara Bunta (GC8) = Akina, Lejtő, Száraz idő, Éjszaka

## Autó-módosítás
Mikor az IC kártyával játszol, a játék fokozatosan engedi, hogy módosítsd az autódat. Minden második játék után lehet módosítani valamit rajta.
4-féle módosítás van a játékban, ezekbe a kategóriákba lehet őket sorolni:
1. Teljesítmény (Motor, Erőátvitel, Levegőáramlás (beömlesztés és kipufogó), Felfüggesztés, Súlycsökkentés és elektronika)
2. Karosszéria (Kerekek, Matricák, Tükrök stb.)
3. Aerodinamikai rész (Kiszélesítés, és spoiler az autó különböző részeire)
4. A játékos beállításai

A teljesítmény rész 5 fülre van osztva, és minden fülben 7 alrész van, amit egymás után kell megvenni. A karosszériában és az aerodinamikában bármit bármikor meg lehet venni.
A játékos beállításait kivéve, minden részhez pénz kell, ami pontban van számítva. A pontokat úgy lehet megszerezni, ha játszunk és nyerünk.
Az autó modelljétől függően, különféle részeket lehet telepíteni. Például a 86-osba lehet versenymotort telepíteni, a Evo III-ba pedig lehet utógyújtós rendszert telepíteni.

## Soundtrack
1. m.o.v.e - -Out Of Kontrol-
2. Manuel - Let's Go, Come On
3. Fastway - Go Beat Crazy
4. D-Team - Speed Car
5. The Spiders From Mars - Fly Me To The Moon & Back
6. Fastway - Revolution
7. Digital Planet - We'll See Heaven
8. Lia - All Around
9. Dave Rodgers - Eldorado
10. Fastway - Raising Hell
11. Fastway - Space Love
12. Manuel - No Control
13. Symbol - Forever Young
14. Ace - Rider Of The Sky
15. Spock - The Fire's On Me
16. m.o.v.e - Namida 3000